# Гришина, Людмила Николаевна
Людмила Николаевна Гришина (род. 5 марта 1939, Саратов) — советская и российская театральная актриса, народная артистка РСФСР.

## Биография
Людмила Николаевна Гришина родилась 5 марта 1939 года в Саратове. В 1961 году окончила театральную студию при Саратовском драматическом театре им. К. Маркса  (мастерская Николая Бондарева).
С 1958 года играет в Саратовском театре драмы (сейчас Саратовский театр драмы имени И. А. Слонова). Сыграла множество ведущих ролей в разных жанрах — от трагедии до комедии и мюзикла.

## Награды и премии
- Заслуженная артистка РСФСР (5 января 1978)
- Народная артистка РСФСР (4 марта 1987)
- Почётный знак Губернатора Саратовской области (10 июня 2024) — за многолетний плодотворный труд, высокий профессионализм в работе и заслуги в области театрального искусства

## Работы в театре
- «Молодая гвардия» по А. Фадееву — Ульяна Громова
- «Трёхгрошовая опера» Б. Брехта — Полли Пичем
- «Макбет» B. Шекспира — леди Макбет
- «Дядюшкин сон» Ф. Достоевского — Москалёва
- «Ревизор» Н. Гоголя — Анна Андреевна
- «Проводы белых ночей» В. Пановой — Нинка
- «Мой бедный Марат» А. Арбузова — Лика
- «Дети Ванюшина» С. Найдёнова — Клавдия
- «Проснись и пой» М. Дьярфаша — Эржи
- «Пелагея и Алька» Ф. Абрамова — Маня Большая
- «Фантазии Фарятьева» А. Соколовой — Александра
- «Ужасные родители» Ж. Кокто — Леони
- «Ивушка неплакучая» М. Алексеева — Феня Угрюмова
- «Гекуба» Еврипида — корифей хора
- «Картина» Д. Гранина — Тучкова
- «Чудаки» М. Горького — Медведева
- «Тамада» А. Галина — Ирина Минелли
- «Жили-были мать да дочь» Ф. Абрамова — Маня Большая
- «Священные чудовища» Ж. Кокто — Эстер
- «Жанна» А. Галина — )Жанна
- «Женский стол в Охотничьем зале» В. Мережко — Шаганэ
- «Фортуна» М. Цветаевой — нянюшка
- «Свадьба с незнакомцем» Ю. Мамлеева — )Трофимовна
- «Игра королей» П. Когоута — Эльза
- «За зеркалом» Е. Греминой — графиня Брюс
- «Женитьба Фигаро» П.-О. Бомарше)Марселина
- «Квартет» Р. Харвуда — Джин Хортон
- «Немного о лете» Е. Ткачевой — Клавдия Романовна Орлова
- «Трудные родители» Ж. Кокто — Лео
- «Неравный бой» В. С. Розов — Лиза
- «Малыш и Карлсон, который живет на крыше» А. Линдгрен — Малыш
- «Ба» Ю. Тупикиной — бабушка Мария Васильевна[1]